# Кокцея
Кокцея (на латински: Cocceia) е сестра на римския император Нерва (96 – 98).

## Биография
Произлиза от италийската фамилия Кокцеи от Нарни. Дъщеря е на Марк Кокцей Нерва (консул 40 г.) и на Сергия Плавтила, която е дъщеря на Гай Октавий Ленат (суфектконсул 33 г.) и сестра на Октавий Ленат, който се жени за Рубелия Баса, правнучката на император Тиберий. Кокцея е сестра на Марк Кокцей Нерва (* 30; † 98), бъдещият император Нерва (имп. 96 – 98).
Омъжва се за Луций Салвий Отон Тициан, който е по-голям брат на император Отон. Тициан е консул през 52 г. и суфектконсул 69 г., 63/64 г. или вероятно 64/65 г. е проконсул на провинция Азия. Умира през 69 г.
Кокцея и Тициан имат син Луций Салвий Отон Кокцеиан (суфектконсул 82 г.). Император Отон искал да го осинови и определи за свой наследник на трона.